# Porto Lagos

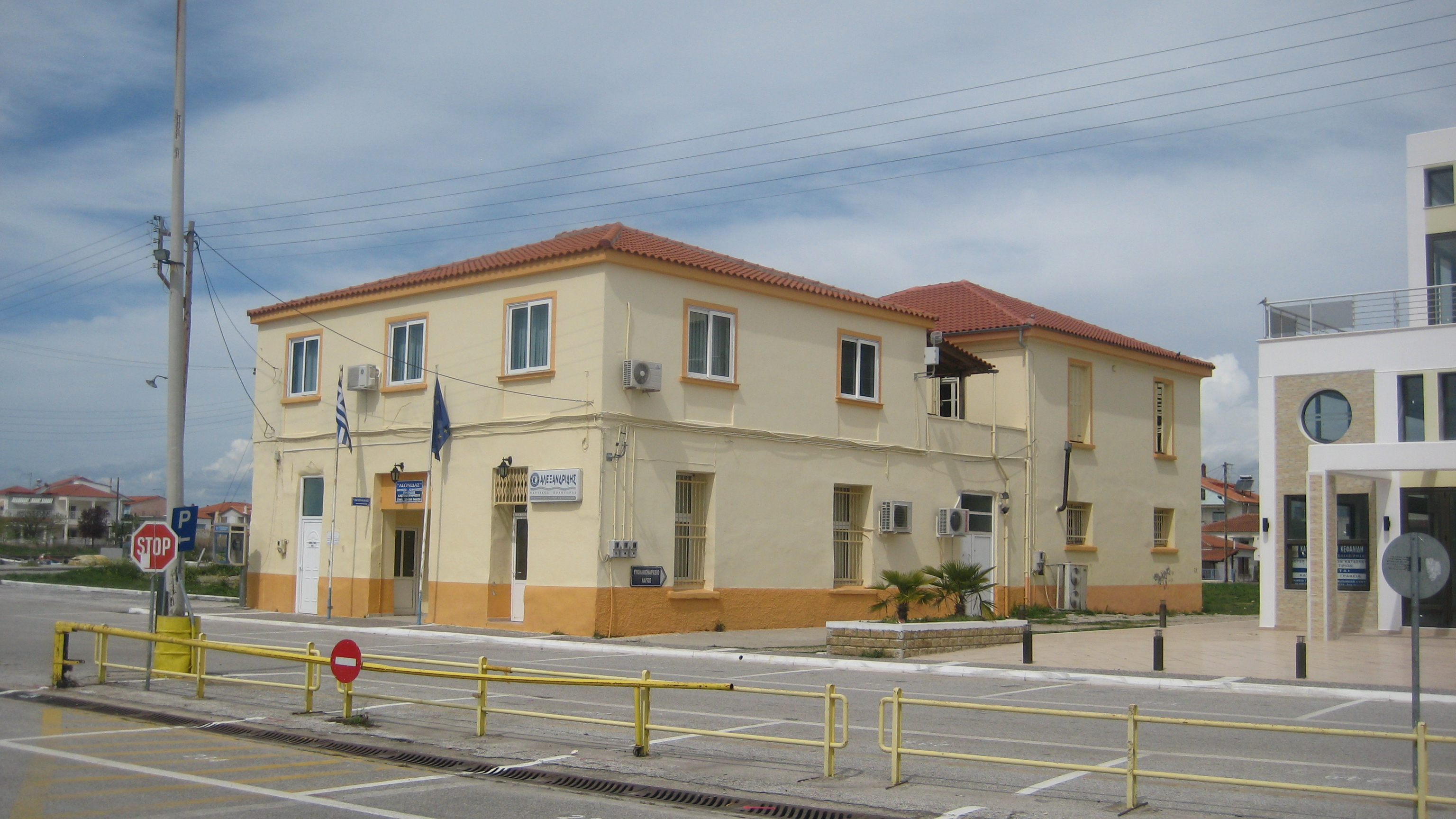
El edificio de la administración portuaria de la localidad.

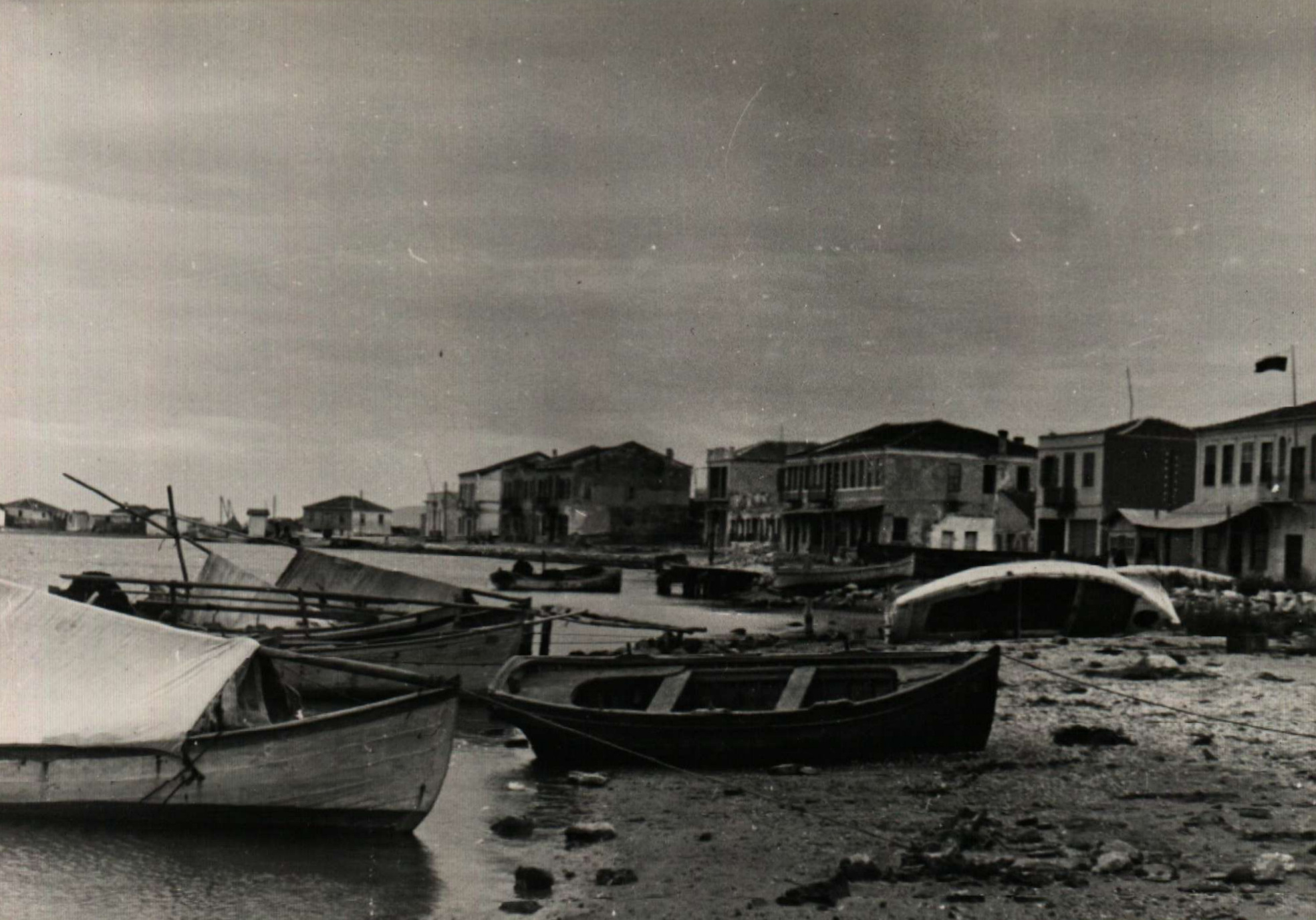
Porto Lagos en la década de 1940.

Porto Lagos o Porto-Lagos (en griego: Λάγος) es una población de la unidad periférica griega de Xanthi. Es parte del municipio de Nea Kessani y está situado en la barra que separa el lago Bistónide del mar Egeo. Tenía 371 habitantes en 1991.